# 棟田康幸
棟田 康幸（むねた やすゆき、1981年2月10日 - ）は、日本の柔道家。講道館柔道七段。警視庁警部補。

## 来歴
愛媛県松山市出身。松山市立石井北小学校に入学。幼少時に父の手ほどきを受けて柔道を始め、小学校卒業後に上京。柔道私塾講道学舎へ入寮し、世田谷区立弦巻中学校を経て世田谷学園高等学校へと進学する。講道学舎は、厳しい規律と練習で知られ、同期入門者13人のうち最後まで残ったのは4人だった。
1998年、世田谷学園3年時、金鷲旗の決勝・国士舘高校戦において史上初となる4人抜きを成し遂げ、世田谷学園を優勝に導く。個人戦においても全国高等学校柔道選手権大会、インターハイを制覇し、史上最年少で嘉納治五郎杯優勝を飾るなど、名実ともに高校柔道界最強の選手と呼ばれた。
世田谷学園卒業後は明治大学に進学。大学時代は講道館杯を制し（1999年、2001年）、全日本柔道選手権大会や世界柔道選手権大会など、世界トップレベルの大会へ多数出場し続け、また4年連続で全日本学生柔道優勝大会の優秀選手に選出されている（4回選出は山下泰裕や正木嘉美など、棟田を含め史上5名しかいない）。大学卒業後は警視庁へ入庁、2003年の世界選手権ではタメルラン・トメノフ（ロシア）ら強豪を破り、22歳で最重量クラスの世界チャンピオンとなった。2007年世界柔道選手権大会でも無差別級で優勝した。
2008年はドイツ国際を優勝したが、北京オリンピック最終選考の全日本選抜柔道体重別選手権大会、全日本柔道選手権大会をともに優勝できず、北京オリンピックでの代表はならなかった。
2013年の全日本選手権には、大学1年で初出場して以来15年連続で出場したが、準々決勝で日本大学の原沢久喜に指導3で敗れた。
2016年11月に現役引退を表明した。2017年1月には正式に引退した。今後は後進の指導に全力を尽くすと語った。

## 人物
父の利幸も柔道家で、四国代表として10年連続で全日本選手権に出場した実力者である。梶原一騎原作の漫画『空手バカ一代』には、芦原英幸のライバルの一人として利幸をモデルにした雲井代悟という柔道家が登場している（現実の利幸も芦原とは親交が深かった）。愛媛県柔道協会理事長を長年務めた後、2025年に講道館九段位に昇段するとともに、同協会名誉顧問に就任した。
子どもの頃は父親に海に連れられて素潜りでアワビやサザエをとったり、山で山菜をとるなど、自然の中を駆け巡っていた。柔道を始めたきっかけは6歳年上の姉にくっついて近所の道場に出かけたことだが、柔道の練習をするよりも友達にチョッカイを出したり、師範の先生にイタズラをして叱られていた。
高校時代は同学年の鈴木桂治と共に、2学年上の井上康生を倒そうという話をよくしていた。鈴木とは階級の近いライバル関係であると同時に親友同士としても知られている。2004年のアテネオリンピック直前の強化合宿において、本来は100kg級でありながら100kg超級代表に選出された鈴木に対し、100kg超級の強豪選手の特徴を連日付きっ切りで教え込んだ。その後鈴木はアテネ五輪で金メダルを獲得し、大会後には「棟田の言う通りだった」「二人で取った金メダル」と感謝の言葉を贈っている。
最重量級の選手としては身長が170cmと低いが、引き込み返しを側転でかわすなど、動きが速く運動神経が良く、また体が柔軟だった。さらに身長が低い故に重心が低く腰も重いため、安定感においては右に出るものはいないと言われている。得意技は体落、裏投、支釣込足、背負い投げ、一本背負いなどで積極的に攻める柔道であった。現役晩年は怪我の影響もあり、試合において手数が少なく指導や注意を受けることが多かった。また、勝敗にかかわらず試合前後の礼で深々と頭を下げるなど礼儀正しく、世界一礼の美しい柔道家としても知られる。
2度の世界選手権優勝を誇り、10年以上に渡り常に重量級の第一線に君臨したものの五輪への出場経験がない（同様のケースでは、かつて4度世界選手権を制した藤猪省太が五輪への出場経験がなかった）。また、全日本選手権のタイトルを獲得していないのも特筆される。同大会へは歴代最多の15回の出場を果たしているものの、3度準優勝したのが最高成績である。

## 主な成績
- 1998年3月：全国高等学校柔道選手権大会（無差別級） 優勝
- 1998年：インターハイ個人（100kg超級） 優勝
- 1998年9月：全日本ジュニア柔道体重別選手権大会（100kg超級） 優勝
- 1998年10月：世界ジュニア柔道選手権大会（100kg超級） 2位
- 1998年11月：講道館杯全日本柔道体重別選手権大会（100kg超級） 3位
- 1999年1月：嘉納治五郎杯国際柔道選手権大会（100kg超級） 優勝 ※史上初の高校生王者
- 1999年4月：全日本柔道選手権大会 準優勝
- 1999年7月：ユニバーシアード（100kg超級） 優勝
- 1999年11月：講道館杯全日本柔道体重別選手権大会（100kg超級） 優勝
- 2000年2月：フランス国際柔道大会（100kg超級） 優勝
- 2000年5月：アジア柔道選手権（100kg超級） 優勝
- 2000年10月：全日本学生柔道体重別選手権大会（100kg超級） 優勝
- 2002年12月：世界学生選手権（100kg超級） 優勝
- 2001年11月：講道館杯全日本柔道体重別選手権大会（100kg超級） 優勝
- 2002年2月：ドイツ国際柔道大会（100kg超級） 準優勝
- 2002年3月：ハンガリー国際柔道大会（100kg超級） 優勝
- 2002年9月：ワールドカップ団体戦 優勝
- 2002年9月：釜山アジア大会（100kg超級） 優勝
- 2002年4月：全日本選抜柔道体重別選手権（100kg超級） 優勝
- 2002年4月：全日本柔道選手権大会 準優勝
- 2003年1月：嘉納治五郎杯国際柔道大会（100kg超級） 優勝
- 2003年2月：フランス国際柔道大会（100kg超級） 優勝
- 2003年9月：世界柔道選手権大会（100kg超級） 優勝
- 2004年4月：全日本柔道選手権大会 3位
- 2005年9月：世界柔道選手権大会（100kg超級） 準優勝
- 2005年2月：ドイツ国際柔道大会（100kg超級） 3位
- 2006年2月：オーストリア国際柔道大会（100kg超級） 優勝
- 2006年4月：全日本選抜柔道体重別選手権（100kg超級） 優勝
- 2006年12月：ドーハアジア大会（100kg超級） 優勝
- 2007年9月：世界柔道選手権大会（無差別級） 優勝
- 2008年2月：ドイツ国際柔道大会（100kg超級） 優勝
- 2008年4月：全日本選抜柔道体重別選手権大会 ベスト4
- 2008年4月：全日本柔道選手権大会 ベスト4
- 2009年4月：全日本柔道選手権大会 準優勝
- 2010年4月：全日本柔道選手権大会 3位
- 2010年7月：ブラジル団体戦 優勝
- 2011年11月：講道館杯 2位
- 2013年4月：全日本柔道選手権大会 5位